# Freetown
Freetown is de hoofdstad van het West-Afrikaanse land Sierra Leone. De stad is een havenplaats aan de Atlantische Oceaan. De economische ontwikkeling van Freetown draait grotendeels rond zijn haven. Belangrijk is de verpakking van vis, rijst, de raffinage van aardolie, het slijpen van diamant en de productie van sigaretten. Freetown is de locatie van de Universiteit van Sierra Leone, Fourah Bay College.

## Geschiedenis
Het gebied werd vanaf 1787 bewoond door bevrijde slaven uit Engeland, een filantropisch en abolitionistisch initiatief van de Sierra Leone Company. In 1792 werd Freetown gesticht door Afro-Amerikaanse ex-slaven uit Nova Scotia, onder leiding van Thomas Peters. In 1800 kwamen daar Jamaicaanse Marrons bij en vanaf 1807, toen de Britten de slavenhandel afschaften, kwamen hier met regelmaat bevrijde Afrikanen bij die waren bevrijd van slavenschepen. Afstammelingen van deze kolonisten zijn bekend als Creolen of Krio.
Van 1808 tot 1874 was de stad de hoofdplaats van Brits-West-Afrika en ook een Britse kroonkolonie. Tijdens de Tweede Wereldoorlog onderhield Engeland een marinebasis bij Freetown.
In de stad werd aan het eind van de jaren negentig zwaar gevochten. De stad werd de basis van militairen van de Economische Gemeenschap van West-Afrikaanse Staten, die president Ahmad Tejan Kabbah terug aan de macht wilden brengen in 1998. Later werden deze militairen zonder succes aangevallen door rebellen van het Verenigd Revolutionair Front.
Bij een storm in de nacht van 24 op 25 mei 2023 is in het hartje van Freetown de iconische oude kapokboom omgewaaid, waar de voormalige slaven na hun aankomst in West-Afrika zouden hebben gebeden. De boom, die door koningin Elizabeth in 1961 werd bezocht, staat afgebeeld op de bankbiljetten van 10 leone.

## Toerisme
Freetown kent een unieke en rijke historie en daardoor tal van trekpleisters zoals de Law Court (rechtbank), de Slave Gate, de Portuguese Steps, St John's Maroon Church (gebouwd door de Jamaicaanse Marrons rond 1820), de Anglicaanse St George's Cathedral (1828), de Foulah Town Moskee (gebouwd rond 1830) en de Rooms-katholieke Sacred Heart Cathedral. In het Sierra Leone Museum vindt men onder andere een replica van de Ruyter Steen uit 1664, met een inscriptie van de Nederlandse admiraal Michiel de Ruyter.
Verder vindt men in Freetown een uitgebreid uitgaansleven, diverse kleurrijke markten en een breed assortiment aan eetgelegenheden.

## Geboren
- Abdul Koroma (1943), diplomaat en rechter
- Eunice Barber (1974), atlete
- Chris Bart-Williams (1974-2023), voetballer
- Paul Kpaka (1981), voetballer
- Ibrahim Kargbo (1982), voetballer
- Gibril Sankoh (1983), voetballer
- Hassan Bai Kamara (1990), voetballer
- Rodney Strasser (1990), voetballer
- Nathaniel Chalobah (1994), Engels voetballer
- Trevoh Chalobah (1999), Engels voetballer
- Juma Bah (2006), voetballer